# Вальдеторрес-де-Харама
Вальдеторрес-де-Харама (ісп. Valdetorres de Jarama) — муніципалітет в Іспанії, у складі автономної спільноти Мадрид. Населення — 4042 особи (2010).
Муніципалітет розташований на відстані близько 35 км на північний схід від Мадрида.
На території муніципалітету розташовані такі населені пункти: (дані про населення за 2010 рік)
- Сілільйос: 613 осіб
- Вальдеторрес-де-Харама: 3268 осіб
- Ла-Куева: 38 осіб
- Ла-Ескарабахоса: 38 осіб
- Ель-Мірадор: 85 осіб
- Сото-і-Ла-Вега: 0 осіб

## Демографія
Динаміка населення (INE ):

## Галерея зображень

Розташування муніципалітету у автономній спільноті Мадрид